# Völkerball
 (juin 2020).
Si vous disposez d'ouvrages ou d'articles de référence ou si vous connaissez des sites web de qualité traitant du thème abordé ici, merci de compléter l'article en donnant les références utiles à sa vérifiabilité et en les liant à la section « Notes et références ».
Völkerball est le deuxième album live et DVD du groupe Rammstein, sorti le 17 novembre 2006 en Europe, le 19 décembre 2006 aux Canada et le 18 septembre 2007 aux États-Unis. 
Le DVD contient principalement une captation du concert aux Arènes de Nîmes en 2005, des extraits de concerts de Londres, Tokyo et en Russie ainsi que des documentaires sur le groupe.

## Versions
L'album est distribué en version standard, édition spéciale et édition limitée. La version standard comporte un DVD (live à Nîmes complet et Londres, Tokyo, Moscou) et un CD. L'édition spéciale y ajoute un DVD comportant deux documentaires. Le premier présente le making-of de l'album Reise, Reise, enregistré à Malaga en Espagne. Le second, nommé Anakonda im Netz, présente des interviews des membres de Rammstein sur la vie du groupe, ponctuées d'extraits du concert de Nîmes. L'édition limitée publiée à un peu plus de 4 000 exemplaires comporte en plus un livre de photos de la tournée de 190 pages et un CD supplémentaire.
Le logo de la pochette reprend celui des jeux olympiques de Moscou en 1980.

## Liste des titres

### Sur les DVD
Arènes de Nîmes, France :
1. Reise Reise
2. Links 234
3. Keine Lust
4. Feuer frei !
5. Asche zu Asche
6. Morgenstern
7. Mein Teil
8. Stein um Stein
9. Los
10. Du riechst so gut
11. Benzin
12. Du hast
13. Sehnsucht
14. Amerika
15. Rammstein
16. Sonne
17. Ich will
18. Ohne dich
19. Stripped

Brixton Academy de Londres, Angleterre :
1. Sonne
2. Rein raus
3. Ohne dich
4. Feuer frei !

Club Citta, Tokyo, Japon :
1. Mein Teil
2. Du hast
3. Los (trailer)

Olimpiisky Indoor Arena, Moscou, Russie : 
1. Moskau (spécial)

### Sur le CD
Les CD de l'édition limitée reprennent le concert de Nîmes dans son intégralité. Dans les autres versions, le CD inclus contient les titres suivants :
1. Intro
2. Reise, Reise
3. Links 2-3-4
4. Keine Lust
5. Feuer frei !
6. Asche zu Asche
7. Morgenstern
8. Mein Teil
9. Los
10. Du riechst so gut
11. Benzin
12. Du hast
13. Sehnsucht
14. Amerika
15. Sonne
16. Ich will

## Certifications

### Album
- Allemagne
  - Disque d'Or x3 (300 000 ventes)
- Danemark
  - Disque d'Or x1 (20 000 ventes)
- Pologne
  - Disque d'Or x1 (10 000 ventes)
- Suisse
  - Disque d'Or x1 (15 000 ventes)
- Russie
  - Disque de Platine x1 (20 000 ventes)

### Album Vidéo
- Allemagne
  - Disque de Platine x2 (100 000 ventes)
- Royaume-Uni
  - Disque d'Or x1 (25 000 ventes)

## Distinction
- DVD Champion
  - Meilleur DVD musical en 2007[2]

## Anecdotes
Certains plans du concert aux Arènes de Nîmes ont été remplacés par des images filmées quelques jours auparavant, à Birmingham, en Angleterre.